# Turris in Mauretania
Turris in Mauretania (łac. Diocesis Turrensis in Mauretania) – stolica historycznej diecezji we Cesarstwie rzymskim w prowincji Mauretania Cezarensis, zlikwidowana w VII w. podczas ekspansji islamskiej, współcześnie w północnej Algierii. Obecnie katolickie biskupstwo tytularne. 

## Biskupi tytularni
| Lp. | Biskup                | Funkcja                                                   | Od                | Do                |
| --- | --------------------- | --------------------------------------------------------- | ----------------- | ----------------- |
| 1   | Carlos Parteli Keller | biskup koadiutor Montevideo (Urugwaj)                     | 26 lutego 1966    | 17 listopada 1976 |
| 2   | Silvio Luoni          | nuncjusz apostolski                                       | 15 maja 1978      | 11 kwietnia 1982  |
| 3   | Gian Vincenzo Moreni  | nuncjusz apostolski                                       | 29 kwietnia 1982  | 3 marca 1999      |
| 4   | Gil Antônio Moreira   | biskup pomocniczy São Paulo (Brazylia)                    | 14 lipca 1999     | 7 stycznia 2004   |
| 5   | Ernesto Mandara       | biskup pomocniczy Rzymu (Włochy)                          | 2 kwietnia 2004   | 10 czerwca 2011   |
| 6   | Alain de Raemy        | biskup pomocniczy Lozanny, Genewy i Fryburga (Szwajcaria) | 30 listopada 2013 |                   |